# Свети Никола (Белче)
Вижте пояснителната страница за други значения на Свети Никола.
„Свети Никола“ или „Свети Николай“ (на македонска литературна норма: „Свети Никола“, „Свети Николај“) е възрожденска православна църква в крушевското село Белче, Северна Македония. Църквата е под управлението на Крушевско-Демирхисарската епархия на Македонската православна църква.
Църквата е гробищен храм, разположен на километър западно от селото. Изградена е в XIX век. Според други сведения храмът е от 1925 година върху стари основи. В храма има икони от 1872 година, дело на крушевския майстор Коста Анастасов. Над входната врата има надпис „Сеи храмъ стыи Ніколае. во времѧона се исзуграфіса. цьркфата г. г. Архіепископа Асінесіа оце пп. Іоше. Ктитори и пріложніци. г. Иліа Рісте. Ванцу. Рісте. Веле. Рісте. Лозе. Іоше. Петко. Іоле. Ніколе. мали и големи. за вѣчно споменъ Изъ руки Коста Анасташіовъ зивописецъ ѿ Крушево во лето 18... месецъ иуна 9 денъ“. Тъй като годината е изтрита, изписването на храма е с неясна датировка. Синесий става охридски митрополит в 1884 година.
Църквата представлява еднокорабна сграда, покрита с нисък дървен свод. Венецът, отворите, апсидата и ъглите са зидани от дялан камък. Покривът е на две води с керемиди. Апсидата на изток е полукръгла със самостоятелен покрив и отвън има четири пиластъра, свързани с аркади и тухлена декорация. Фасадите на храма са фугирани. На запад има трем.